# Pećurkovo Brdo
Pećurkovo Brdo is een plaats in de gemeente Duga Resa in de Kroatische provincie Karlovac. De plaats telt 123 inwoners (2001).